# Казачья слобода
Каза́чья слобода́ — одна из московских слобод. Существовала в Москве в XVII веке в пределах современного района Якиманка.
Казачья слобода располагалась на месте современных 1-го и 2-го Казачьих переулков. Центром слободы была церковь Успения Пресвятой Богородицы. К. А. Аверьянов писал, что, возможно, ранее в этом месте находилась Коломенская ямская слобода с храмом святых Флора и Лавра, покровителей коней. С построением в 1591 году деревянного Скородома она была перенесена на Зацепу, где также построили одноимённую церковь. Само же поселение, где в будущем разместилась Казачья слобода, была подвергнута неоднократному разорению во время Смутного времени. В результате, когда царь Михаил Фёдорович решил расселить здесь казаков, на месте будущей слободы был пустырь.
В новой слободе казаки построили Успенскую церковь, которая в сохранившихся документах впервые упоминается под 1642 годом. В конце века церковь была перестроена в камне стольников Василием Фёдоровичем Полтевым. Делами живших в слободе казаков ведал специальный Казачий приказ. При царе Алексее Михайловиче он был упразднён, а основная масса казаков, живших в столице, слилась со стрельцами.